# Christian Morgenstern (digter)
 For alternative betydninger, se Christian Morgenstern. (Se også artikler, som begynder med Christian Morgenstern)
Christian Otto Josef Wolfgang Morgenstern (født 6. maj 1871 i München, død 31. marts 1914 i Meran) var en tysk digter, sønnesøn af maleren Christian Morgenstern.
Morgenstern studerede i Breslau først jura, derpå filosofi og kunsthistorie. Han bosatte sig 1894 i Berlin, levede fra 1898 dels i Norge, dels i Schweiz og Syd-Tyrol, for så 1910 at vende tilbage til Berlin. Morgenstern har vundet sig navn som lyriker med digte, ofte af satirisk karakter eller humoristisk præg, som hans allerførste bog Im Phantas Schlosz (1895). Fremdeles digtsamlingerne Auf vielen Wegen (1897), Ich und die Welt (samme år), Galgenlieder (1905, 6. oplag 1910), Melancholie (1906), Einkehr (1910). Morgenstern har med fin forståelse og sikker sprogsans oversat forskellige af Henrik Ibsens værker. Efter hans død udkom Stufen. Aphorismen und Tagebuchnotizen (1918) samt digtsamlingen Die Schallmühle (1927).